# Peter II. (Portugal)

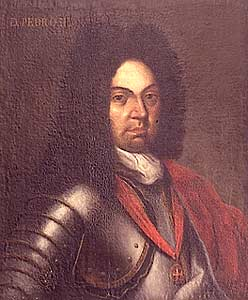
König Peter II. von Portugal

Peter II., port. Dom Pedro II, (* 26. April 1648 in Lissabon; † 9. Dezember 1706 im Schloss Alcântara), genannt „der Friedfertige“ (O Pacífico) war 23. König von Portugal. Er war der dritte Monarch aus dem Haus Braganza und regierte von 1683 bis 1704.

## Leben
Peter II. wurde als vierter Sohn von Johann IV. von Portugal und dessen Gemahlin Luisa von Guzmán geboren. Als jüngerer Sohn war er eigentlich nicht zur Thronfolge berufen, und so bestieg nach dem Tod seines Vaters 1656 zunächst auch sein älterer Bruder Alfons VI. den portugiesischen Thron. Dieser war jedoch körperlich und geistig behindert und deshalb nur schwer in der Lage, die Regierung über das Land zu führen. 1666 heiratete Alfons VI. Maria Francisca Elisabeth von Savoyen, Gräfin von Nemours. Peter verliebte sich in die Frau seines Bruders. Er verbündete sich mit ihr und gemeinsam zwangen sie Alfons VI. ein Dokument zu unterschreiben, dem zufolge er auf die Ausübung seiner Herrschaft verzichtete. Der entmachtete Alfons VI. lebte dann bis zum Ende seines Lebens in Gefangenschaft. Peter wurde 1667 von der Cortes zum Regenten bestimmt und bestieg nach dem Tod seines Bruders im Jahr 1683 als Peter II. den portugiesischen Thron. Im Jahr 1704 erkrankte er ernsthaft, so dass  seine Schwester Katharina von Braganza bis zu ihrem eigenen Tode am 31. Dezember 1705 Portugal regierte.
Während der Regierung Peter II. wurde die Wirtschaft des Landes nach merkantilistischen Maßstäben umorganisiert (Reformen des dritten Grafen von Ericeira) und ein weit reichender Handelsvertrag mit England geschlossen (1668). Damit bekamen englische Produkte in Portugal eine Zollpräferenz im Ausgleich für englische Zollpräferenzen für portugiesischen Wein. Im Methuenvertrag von 1703 wurde England schließlich die zollfreie Einfuhr von Textilien und Manufakturwaren erlaubt, Portugal bezahlte dafür mit dem Gold und den Diamanten Brasiliens. Dieser Vertrag, der bis 1842 in Kraft blieb, trug dazu bei, dass Portugal wirtschaftlich von England abhängig wurde und, da das Land von billigen britischen Produkten überschwemmt wurde, die eigene Industrialisierung vernachlässigte.

Das persönliche Banner König Peter II.

Das Wappen der portugiesischen Könige von Johann II. bis Manuel II.

1669 traten die Cortes zum letzten Mal zusammen. Die nachfolgenden absolutistischen Könige riefen die alte Ständeversammlung nicht mehr ein. Erst nach der liberalen Revolution von 1820 sollten die Cortes wieder zusammentreten.
Portugal trat 1703 auf britisch-österreichischer Seite in den Spanischen Erbfolgekrieg ein.

## Familie
Peter II. war zweimal verheiratet. In erster Ehe heiratete er 1668 Maria Francisca Elisabeth von Savoyen (* 22. Juni 1646; † 27. Dezember 1683), die geschiedene Frau seines älteren Bruders. Mit ihr hatte er eine Tochter
- Elisabeth Luisa Josepha (* 6. Januar 1669; † 21. Oktober 1690)

Am 30. August 1687 vermählte er sich in zweiter Ehe in Lissabon mit Marie Sophie von der Pfalz (* 6. August 1666; † 4. August 1699), einer Tochter des Kurfürsten Philipp Wilhelm von Pfalz-Neuburg und der Landgräfin Magdalena von Hessen-Darmstadt.
Mit ihr hatte er folgende Kinder:
- Johann Franz (* 30. August 1688; † 17. September 1688)
- Johann V. (* 22. Oktober 1689; † 31. Juli 1750)
- Franz Xaver Joseph Antonius Benedikt Urban (* 25. Mai 1691; † 21. Juli 1742), siebter Herzog von Beja
- Franziska Xaver (* 30. Januar 1694; † 169?)
- Antonius Franz Xaver Benedikt Theodosius Leopold Heinrich (* 15. März 1695; † 19. Oktober 1757)
- Theresa Maria (* 24. Februar 1696; † 16. Februar 1704)
- Emmanuel Joseph Franz Antonius Gaetan Stephan Bartholomäus (* 3. August 1697; † 3. August 1766)
- Franziska Josepha Maria Xaver (* 30. Januar 1699; † 15. Juni 1756)

Zudem war er Vater folgender unehelicher Kinder:
- Luisa (* 9. Januar 1679)
- Michael (* 15. Oktober 1699; † 13. Januar 1724)
- Joseph Karl (* 6. Mai 1703; † 3. Juni 1756), Erzbischof von Braga